# Tuber浏览器

Tuber浏览器的官网截图。

Tuber浏览器是曾经出现的特殊移动浏览器，由奇虎360关系公司上海丰炫信息技术有限公司开发，該软件可以突破中国大陆防火长城，浏览部分被其屏蔽的网站。用户可以访问的网站包括Google搜索、Facebook、Instagram、YouTube、Twitter、Netflix、互联网电影资料库、维基百科等。该软件的控股公司为奇虎360。Tuber浏览器不允许出现违反《中华人民共和国网络安全法》和《互联网信息服务管理办法》的话题，并要求用户必须使用实名手机号码注册。虽然浏览器可以访问境外网站，但有些内容例如习近平、六四事件或反对逃犯条例修订草案运动等敏感内容仍然会被屏蔽。
2020年10月10日，该软件被中国大陸的应用程序商店下架，并不可继续使用，“Tuber浏览器”相关话题也遭到了部分屏蔽。奇虎360对浏览器上线与下线未作出任何回应。10月12日，彭博社记者就此事提问，外交部发言人赵立坚回应称：“这不是外交问题，我也不掌握你提到的有关情况。中方一向依法依规管理互联网。具体情况建议你向主管部门询问。”